# Staatliche Fachoberschule München-West
Die Staatliche Fachoberschule München-West (FOS West) ist eine Berufliche Oberschule Bayern im Münchener Stadtteil Aubing. Die reine Fachoberschule bietet die Ausbildungsrichtungen „Technik“ sowie „Wirtschaft und Verwaltung“.

## Geschichte
Aufgrund steigender Schülerzahlen wurde die Staatliche Fachoberschule München-West zum Schuljahr 2019/2020 aus der im Münchener Osten gelegenen Staatlichen Fachoberschule für Technik München ausgegründet. Bis dahin war sie eine unselbstständige Außenstelle. Seit 2023 befindet sich die Ausbildungsrichtung „Internationale Wirtschaft“ im Aufbau. Gründungsschulleiter – wie schon an den Fachoberschulen Starnberg und Germering – wurde Holger Wirth.